# Lomaspilis nigrita
Lomaspilis nigrita är en fjärilsart som beskrevs av Heydemann 1935. Lomaspilis nigrita ingår i släktet Lomaspilis och familjen mätare. Inga underarter finns listade i Catalogue of Life.